# Miguel Viterbo
Miguel Neves Viterbo (Santo Ildefonso, 30 agosto 1977) è un allenatore di hockey su pista ed ex hockeista su pista portoghese.

## Palmarès

### Giocatore

#### Club
- Campionato portoghese: 1

Valongo: 2013-2014